# اجعاونة (ولاد بوتاتبت)
اجعاونة هو دُوَّار يقع بجماعة أولاد بن حمادي، إقليم سيدي سليمان، جهة الرباط سلا القنيطرة في المملكة المغربية. ينتمي الدوّار لمشيخة ولاد بوتاتبت التي تضم 11 دوار. يقدر عدد سكانه بـ 194 نسمة حسب الإحصاء الرسمي للسكان والسكنى لسنة 2004.

## روابط خارجية
- البوابة الوطنية للجماعات الترابية
- المندوبية السامية للتخطيط